# 1970年电影

## 美國奧斯卡（第43屆）
- 奧斯卡最佳影片獎：《巴頓將軍》
- 奧斯卡最佳導演獎：法蘭克林·沙夫納《巴頓將軍》
- 奥斯卡最佳原创剧本奖：弗朗西斯·科波拉《巴頓將軍》
- 奧斯卡最佳最佳寫作·劇本獎：Ring Lardner《风流医生俏护士》
- 奧斯卡最佳男主角獎：喬治·史考特《巴頓將軍》
- 奧斯卡最佳女主角獎：格兰达·杰克逊《风月宝鉴》
- 奥斯卡最佳艺术指导奖：《巴頓將軍》
- 奥斯卡最佳影片剪辑奖：《巴頓將軍》
- 奥斯卡最佳混音奖：《巴頓將軍》
- 奥斯卡最佳音效剪辑奖：
- 奧斯卡最佳攝影獎：Freddie Young《碧海情天》
- 奧斯卡最佳特殊視效獎：A.D. Flowers/L.B. Abbott《偷袭珍珠港》
- 奥斯卡最佳原创音乐奖：
- 奥斯卡最佳外语片奖：《对一个不容怀疑的公民的调查》
- 奥斯卡最佳男配角奖：约翰·米尔斯《碧海情天》
- 奥斯卡最佳女配角奖：海倫·海絲《九霄惊魂》
- 奥斯卡荣誉奖：

## 第八屆金馬獎
- 最佳劇情片——《家在台北》（中影公司）
- 最佳導演——張曾澤《路客與刀客》
- 最佳男主角——葛香亭《高山青》
- 最佳女主角——歸亞蕾《家在台北》